# Karin Gaardsted
Karin Gaardsted, née le 19 octobre 1955 à Herning (Danemark), est une femme politique danoise, membre de la Social-démocratie. Elle est membre du Folketing de 2011 à 2019, puis depuis 2024.

## Biographie
Karin Gaardsted commence une carrière d'enseignante en 1979. En 1990, elle devient conseillère en culture pour les enfants pour la ville de Viborg. En 2000, elle rejoint le ministère de la culture comme consultante. Elle devient en 2002 la responsable du développement de l'association des bibliothèques scolaires.
Engagée au sein de la Social-démocratie, elle est élue au conseil municipal de Viborg en novembre 2005. En janvier 2009, après que le maire social-démocrate Johannes Stensgaard ait annoncé ne pas se représenter, elle est choisie comme tête de liste pour les élections de novembre, ambitionnant alors de devenir la première femme maire de la ville. Bien qu'elle soit la candidate remportant le plus de voix sur son nom, sa liste n'arrive qu'en deuxième position lors du scrutin et elle ne devient pas maire, mettant fin à 20 ans de gouvernance sociale-démocrate de la ville. Après un accord avec le conservateur Søren Pape Poulsen, elle devient première maire-adjointe et présidente de la commission sur la jeunesse au conseil municipal.
Elle est élue au Folketing pour la première fois lors des élections législatives de septembre 2011. Après le scrutin, elle quitte le conseil municipal de Viborg. En août 2013, elle devient la porte-parole du groupe parlementaire social-démocrate sur les questions de nouvelles technologies.
Elle remporte un second mandat lors des élections législatives de juin 2015. Après le scrutin, elle reste porte-parole de son groupe sur les questions technologiques, et le devient également pour la consommation, et les questions liées au Groenland et aux Îles Féroé.
Elle échoue à être réélue lors des élections législatives de juin 2019, et devient alors la première suppléante sociale-démocrate dans la circonscription du Jutland de l'Ouest. À ce titre, elle retourne siéger au Folketing à titre intérimaire de février à août 2021, en remplacement de Anne Paulin.
En septembre 2021, elle est de nouveau investie par les sociaux-démocrates aux élections législatives. Lors du scrutin anticipé du 1er novembre 2022, elle échoue toutefois de nouveau à remporter un siège, et reste la première suppléante sociale-démocrate dans sa circonscription. À ce titre, elle redevient membre du Folketing de plein exercice le 1er mars 2024, après que la députée Annette Lind ait démissionné de son mandat. En septembre, elle retrouve son ancienne fonction de porte-parole sociale-démocrate pour les questions de consommation.